# Muzeum voskových figurín Madame Tussaud
Muzeum voskových figurín Madame Tussaud je světoznámé muzeum voskových figurín sídlící v Londýně s pobočkami v Praze, Vídni, Berlíně, Blackpoolu, Budapešti, Istanbulu, Amsterdamu, Hongkongu, Bangkoku, Čchung-čchingu, Dillí, Šanghaji, Singapuru, Tokiu, Wu-chanu, Dubaji, Sydney, Hollywoodu, Nashvillu, Orlandu, San Francisku, Washingtonu, D.C., Las Vegas a New Yorku. Bylo založeno Marií Tussaudovou, sochařkou vytvářející voskové figuríny.

## Historie
Madam Tussaudová (1761–1850), rozená Marie Grosholtzová ve Štrasburku, pracovala jako hospodyně pro doktora Filipa Curtiuse, lékaře schopného vytvářet voskové modely. Curtius totéž naučil i Tussaudovou.
V roce 1765 Curtius vytvořil voskovou figurínu Marie Jean de Barry, milenky Ludvíka XV. Odlitek je nejstarším současně vystavovaným exponátem. První výstava Curtiusových prací v roce 1770 se setkala s velkým zájmem. Výstava byla v roce 1776 přestěhována do Palais Royal. V roce 1782 otevřel druhou expozici Caverne des Grands Voleurs, předchůdce dnešní Chamber of Horrors (síň hrůzy), na Boulevard du Temple.
Tussaudová vytvořila svou první voskovou figurínu Voltaira v roce 1777. Mezi jinými známými osobnostmi jejichž figuríny vytvořila v té době byli Jean Jacques Rousseau a Benjamin Franklin. V době Francouzské revoluce snímala posmrtné masky prominentních obětí.
Když Curtius v roce 1794 zemřel, zanechal své práce Tussaudové, která se v roce 1802 přesunula do Londýna. V důsledku francouzsko-anglické války se nemohla vrátit zpět do Francie, takže se svou kolekcí figurín cestovala Velkou Británií a Irskem. První stálou expozici zřídila v roce 1835 na Baker Street.
Jednou z hlavních atrakcí byla síň hrůzy (Chamber of Horrors). V této části byly předváděny některé oběti Francouzské revoluce a také nově vytvořené postavy známých vrahů a jiných zločinců.
Tussaudová postupně přidávala další postavy například Horatia Nelsona, sira Waltra Scotta a v roce 1842 i svou podobiznu, která je v současnosti umístěna u vstupu do muzea.

## Současnost
Muzeum bylo přemístěno do místa kde se nachází nyní, na Marylebone Road, v roce 1884. V roce 1925 požár poškodil mnoho figurín ale jádro kolekce, včetně historických exponátů bylo zachováno.
Muzeum voskových figurín, včetně blízkého Londýnského planetária, je v současnosti jednou z nejlákavějších londýnských turistických atrakcí. Rozrostlo se o zahraniční pobočky v Amsterdamu, Hongkongu, Las Vegas a New Yorku. Muzea vystavují figuríny historických postav, členů královských rodin, sportovních hvězd, známých zločinců a další známých osobností. Síť těchto muzeí a Londýnské planetárium vlastní společnost obdobného názvu Tussauds Group.
Cena jednotlivé vstupenky pro dospělého (2014) - 30 £.

## Některé z vystavovaných figurín

### Všeobecně známé osobnosti
- Adolf Hitler
- Amitabh Bachchan
- Arnold Schwarzenegger
- Mustafa Kemal Atatürk
- Benazir Bhutto
- Beyoncé Knowles
- Bill Kaulitz
- Britney Spears
- Colin Farrell
- David Beckham
- Princezna Diana
- Elle Macpherson
- Fidel Castro
- George Clooney
- George W. Bush
- The Hulk
- Jennifer Lopez
- Jessica Simpson
- Julia Roberts
- Lance Armstrong
- Madonna
- Marilyn Monroe
- Michael Jordan
- Mahatma Gandhi
- Nelson Mandela
- Ozzy Osbourne
- Paris Hilton
- Jan Pavel II.
- Lech Wałęsa
- Dwayne "The Rock" Johnson
- Salma Hayek
- Samuel L. Jackson
- Shrek (Londýn)
- Spice Girls
- Usher
- Van Helsing
- Victoria Beckham
- Woody Allen
- Johnny Depp

### Sportovní hvězdy
- Andre Agassi
- Arnold Palmer
- Babe Ruth
- Bolt Usain
- Dale Earnhardt
- Evander Holyfield
- Derek Jeter
- Joe Montana
- Muhammad Ali
- Rafael Nadal
- Shaquille O'Neal
- Tiger Woods
- David Beckham
- Cristiano Ronaldo
- Lionel Messi

### Hudebníci
- Bette Midler (Las Vegas)
- Beyoncé (Las Vegas)
- Billy Idol (Las Vegas)
- Bono (Las Vegas)
- Bill Kaulitz (Německo)
- Britney Spears (Las Vegas)
- Bruce Springsteen (Las Vegas)
- Carlos Pena (Los Angeles)
- David Bowie
- Dean Martin (Las Vegas)
- Debbie Reynolds (Las Vegas)
- Elton John (Las Vegas)
- Elvis Presley (Las Vegas)
- Englebert Humperdinck (Las Vegas)
- Frank Sinatra (Las Vegas)
- Gloria Estefan (Las Vegas)
- Harry Styles (Londýn)
- James Brown (Las Vegas)
- James Maslow (Los Angeles)
- Jennifer Lopez (Las Vegas)
- Jimi Hendrix (Las Vegas)
- Johnny Mathis (Las Vegas)
- Jon Bon Jovi (Las Vegas)
- Justin Bieber
- Kendall Schmidt (Los Angeles)
- Lenny Kravitz (Las Vegas)
- Liam Payne (Londýn)
- Liberace (Las Vegas)
- Little Richard (Las Vegas)
- Liza Minnelliová (Las Vegas)
- Logan Henderson (Los Angeles)
- Louis Armstrong (Las Vegas)
- Louis Tomlinson (Londýn)
- Luciano Pavarotti (Las Vegas)
- Madonna (Las Vegas)
- Marilyn Monroe (Las Vegas)
- Michael Jackson (Las Vegas)
- Mick Jagger (Las Vegas)
- Neil Sedaka (Las Vegas)
- Niall Horan (Londýn)
- Prince (Las Vegas)
- Sammy Davis Jr (Las Vegas)
- Stevie Wonder (Las Vegas)
- Tom Jones (Las Vegas)
- Tony Bennett (Las Vegas)
- Tupac Shakur (Las Vegas)
- Wayne Newton (Las Vegas)
- Zayn Malik (Londýn)

### Herci a herečky
- Aishwarya Rai (London)
- Audrey Hepburn (Vienna)
- Michael Caine (London)
- Robin Williams (London)
- Arnold Schwarzenegger (Las Vegas)
- Ben Affleck (Las Vegas)
- Bob Hope (Las Vegas)
- Brad Pitt (Las Vegas)
- Cybill Shepherdová (Las Vegas)
- Elizabeth Taylorová (Las Vegas)
- George Clooney (Las Vegas)
- George Burns (Las Vegas)
- Gerard Depardieu (Las Vegas)
- Julia Roberts (Las Vegas)
- Nicolas Cage (Las Vegas).
- Patrick Stewart (Las Vegas)
- The Rock (Las Vegas)
- Joanne Woodward (Las Vegas)
- Jodie Foster (Las Vegas)
- Judy Garland (Las Vegas)
- Lance Burton (Las Vegas)
- Mel Gibson (Las Vegas)
- Meryl Streep (Las Vegas)
- Paul Newman (Las Vegas)
- Sean Connery (Las Vegas)
- Shirley MacLaine (Las Vegas)
- Sylvester Stallone (Las Vegas)
- Whoopi Goldberg (Las Vegas)
- John Wayne (Las Vegas)
- Lucille Ballová (Las Vegas)
- Sarah Michelle Gellar (Las Vegas)
- Robert Pattinson (Londýn)
- Daniel Radcliffe (Londýn)

### Ostatní
- Bugsy Siegel (Las Vegas)
- Blue Man Group (Las Vegas)
- Buzz Aldrin (Las Vegas)
- Don King (Las Vegas)
- Elle Macpherson (Las Vegas)
- Hugh Hefner (Las Vegas)
- Ivana Trump (Las Vegas)
- Jerry Springer (Las Vegas)
- Joan Riversová (Las Vegas)
- Larry King (Las Vegas)
- Monsters (Las Vegas)
- Mourinho José (Londýn)
- Neil Armstrong (Las Vegas)
- Oprah Winfrey (Las Vegas)
- Robert Schuller (Las Vegas)
- Ryan Seacrest (Las Vegas)
- Siegfried & Roy (Las Vegas)
- Simon Cowell (Las Vegas)
- Wolfgang Puck (Las Vegas)

### Politici
- Benjamin Franklin (Las Vegas)
- George W. Bush (Las Vegas)
- Abraham Lincoln (Las Vegas)
- George Washington (Las Vegas)
- John Fitzgerald Kennedy (Las Vegas)
- Jacqueline Kennedyová (Las Vegas)
- Queen Elizabeth II.
- Anglická královská rodina (Londýn)

## Města, kde se nacházejí muzea voskových figurín Madame Tussaud

### Severní Amerika
- Las Vegas
- Washington, D.C.
- New York
- Hollywood
- Orlando
- San Francisco

### Evropa
- Blackpool
- Londýn
- Amsterdam
- Berlín
- Vídeň
- Praha

### Asie
- Bangkok
- Hongkong
- Šanghaj
- Peking
- Tokio
- Wuhan

### Austrálie
- Sydney

## Doprava

### Metro
- Baker Street (trasy Bakerloo, Circle, Jubilee, Metropolitan a Hammersmith & City)

### Železnice
- Marylebone

## Galerie

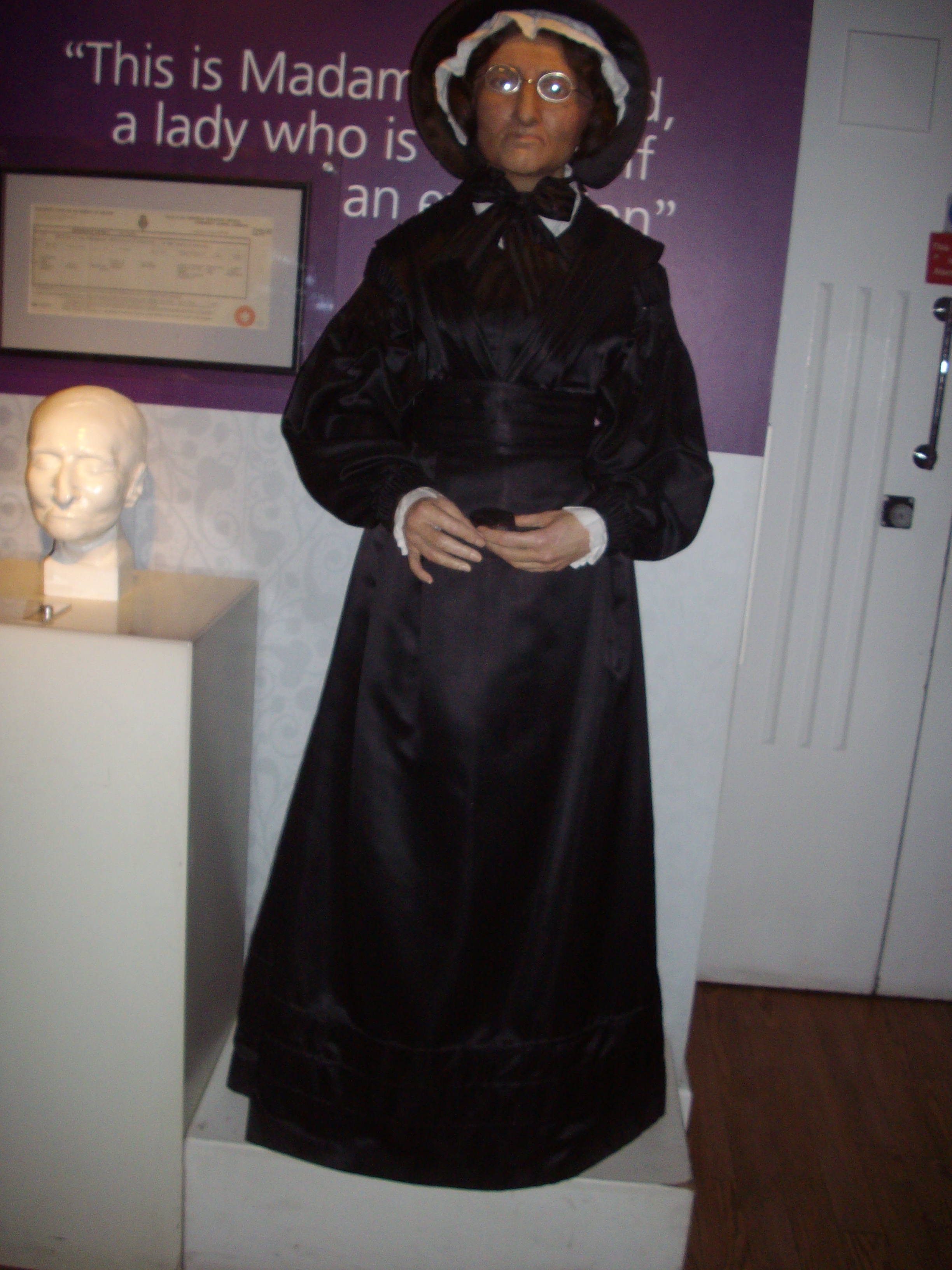
Marie Tussaud
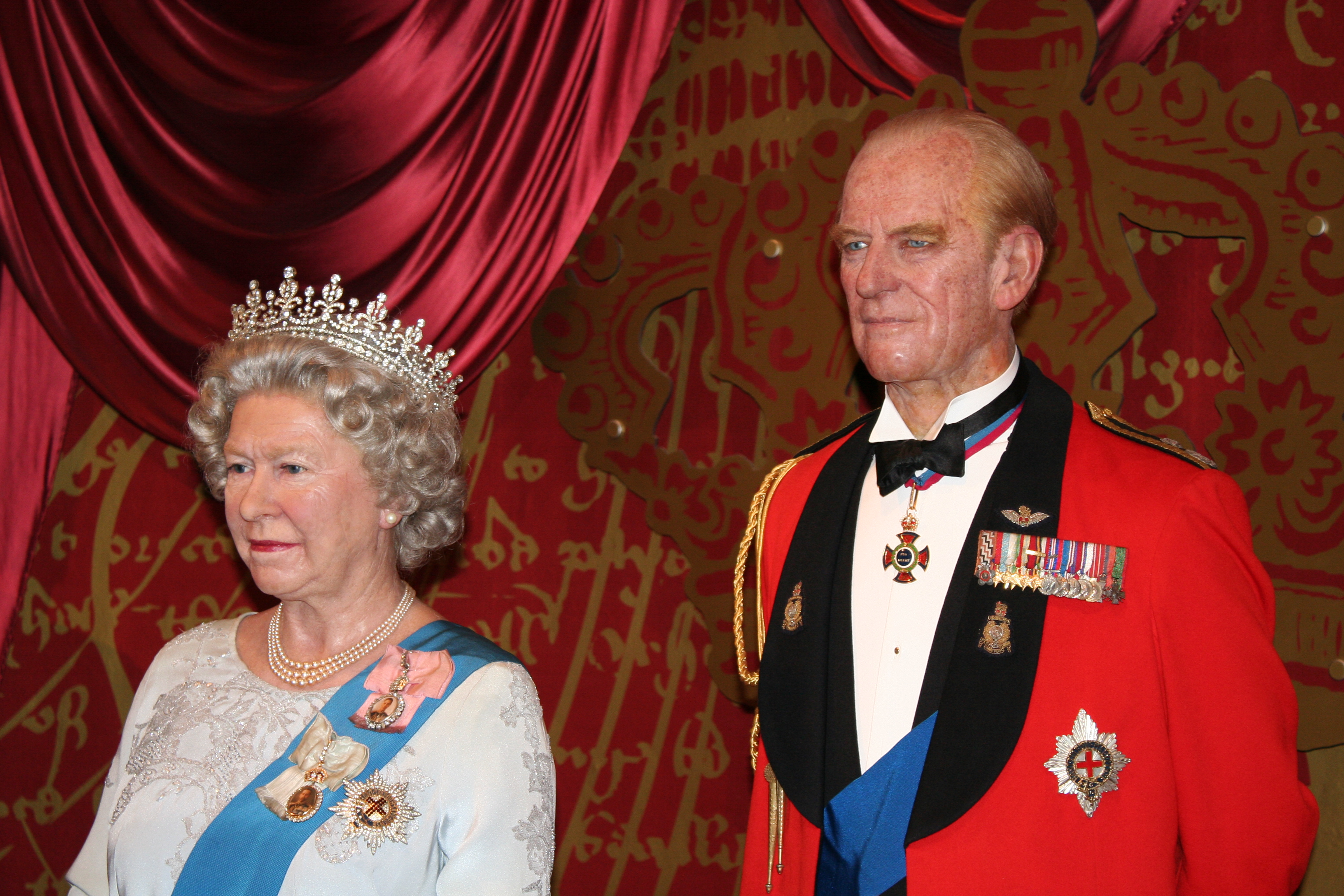
Alžběta II. a její manžel princ Philip, vévoda z Edinburghu
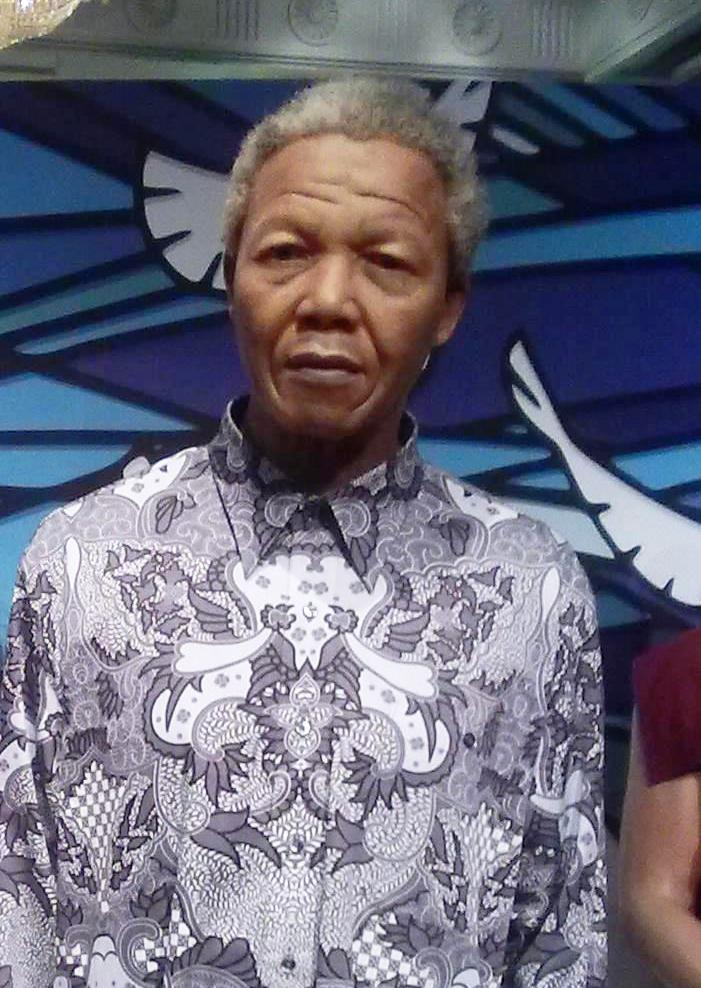
Nelson Mandela
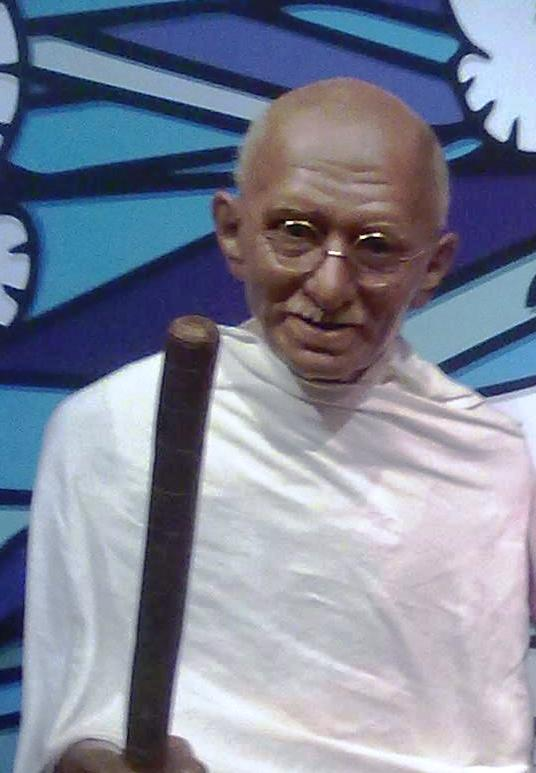
Mahátma Gándhí
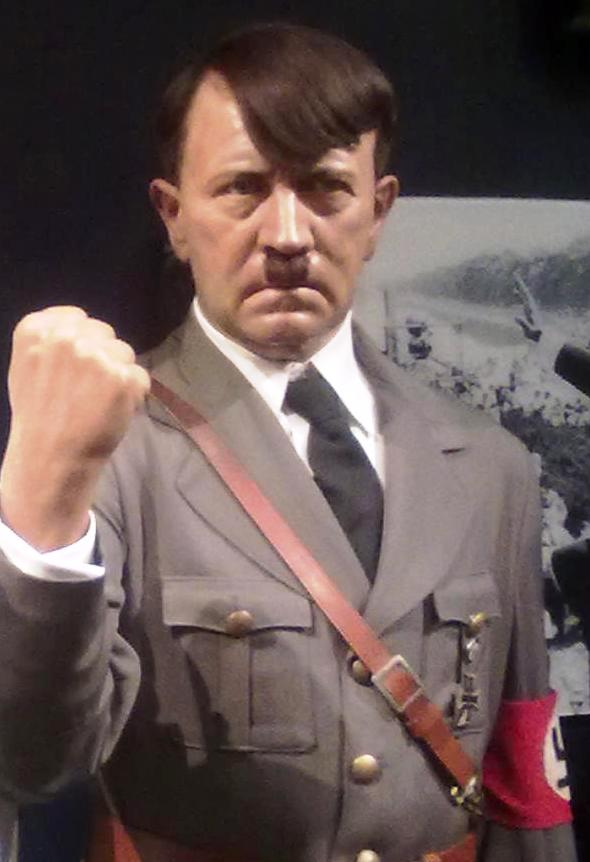
Adolf Hitler
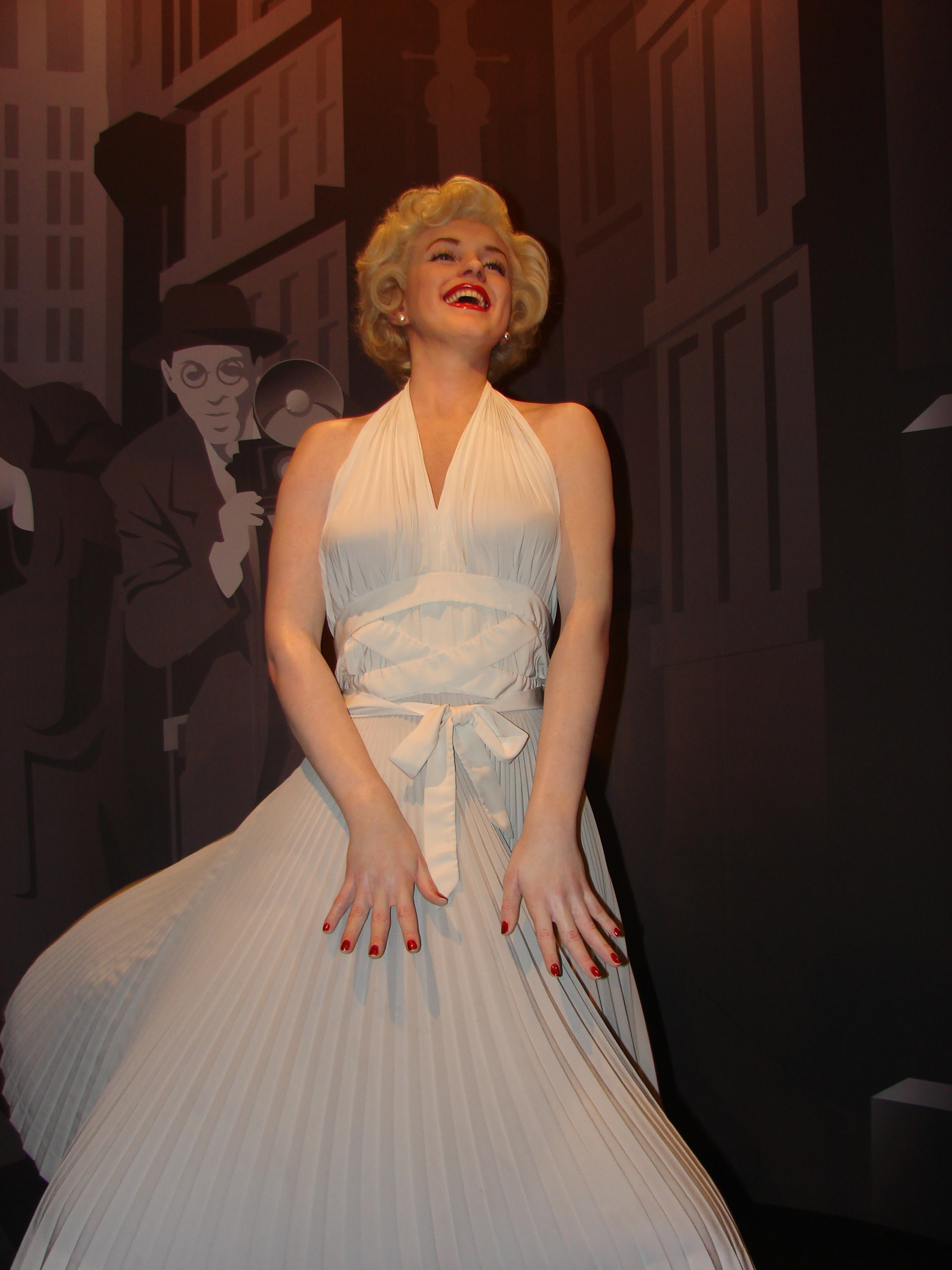
Marilyn Monroe
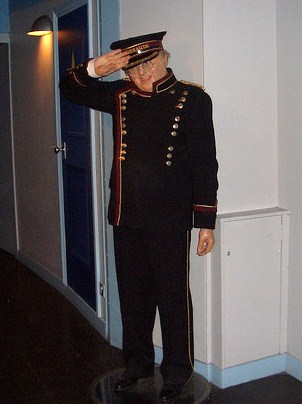
Benny Hill
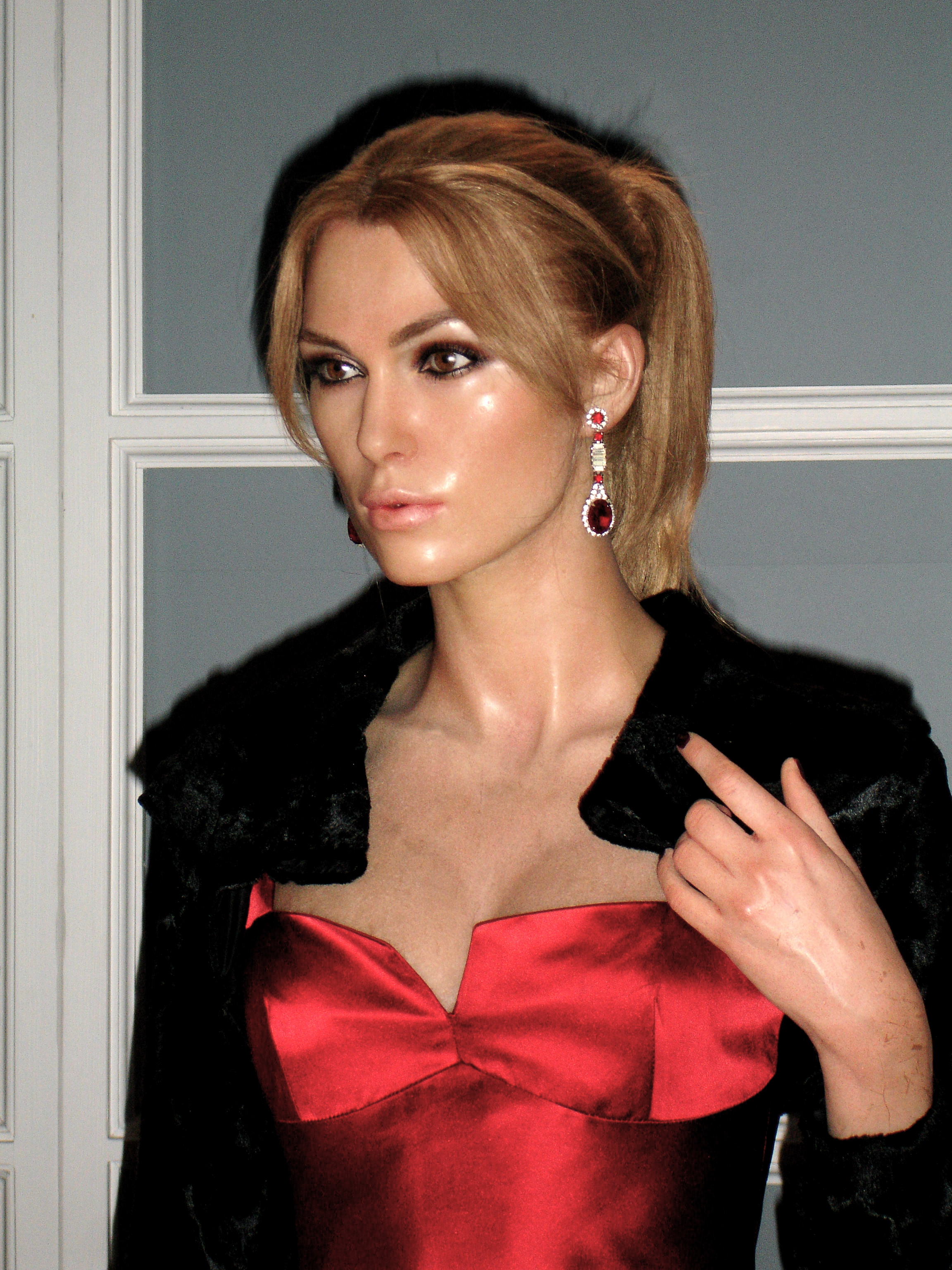
Keira Knightley
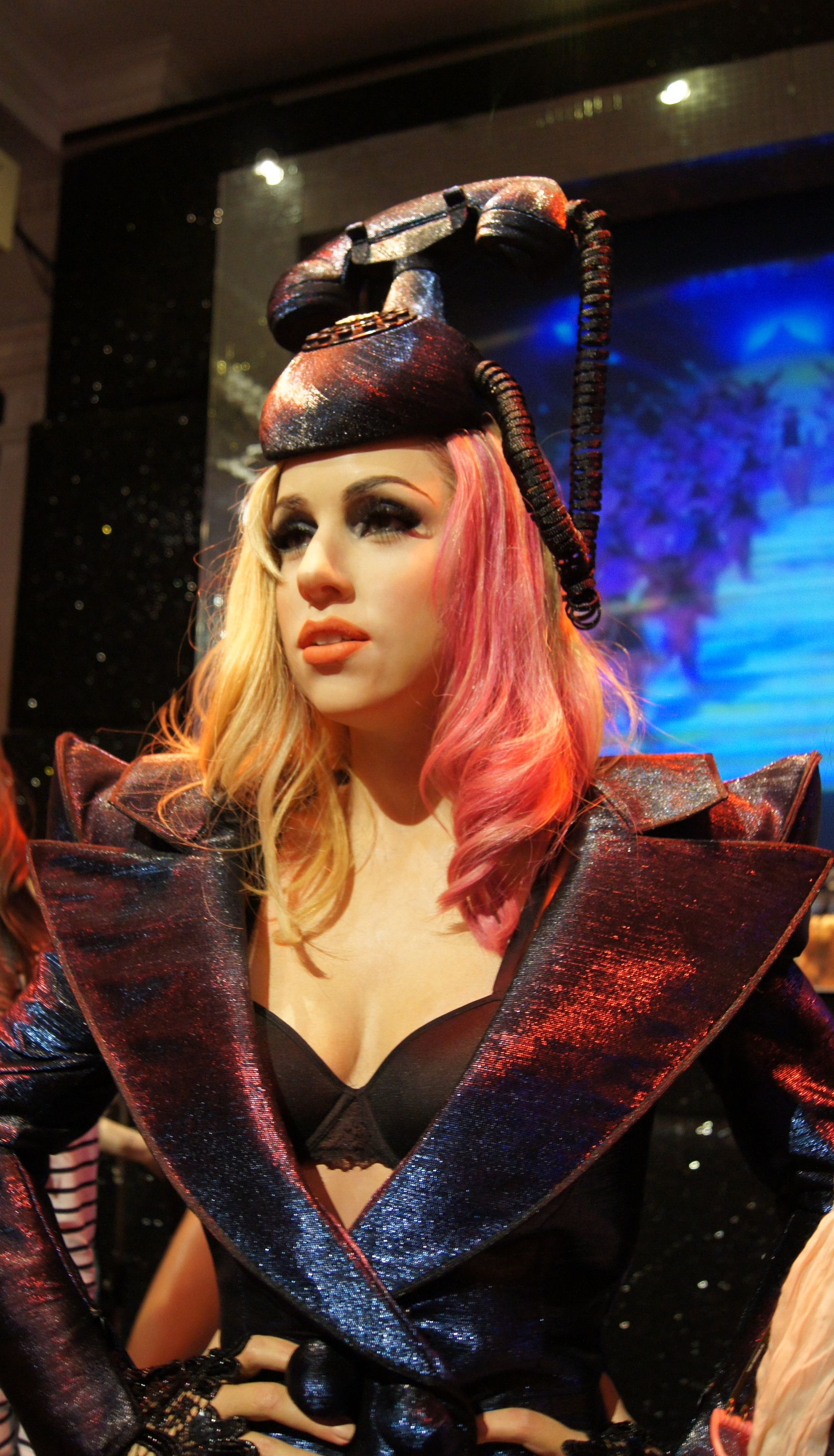
Lady Gaga
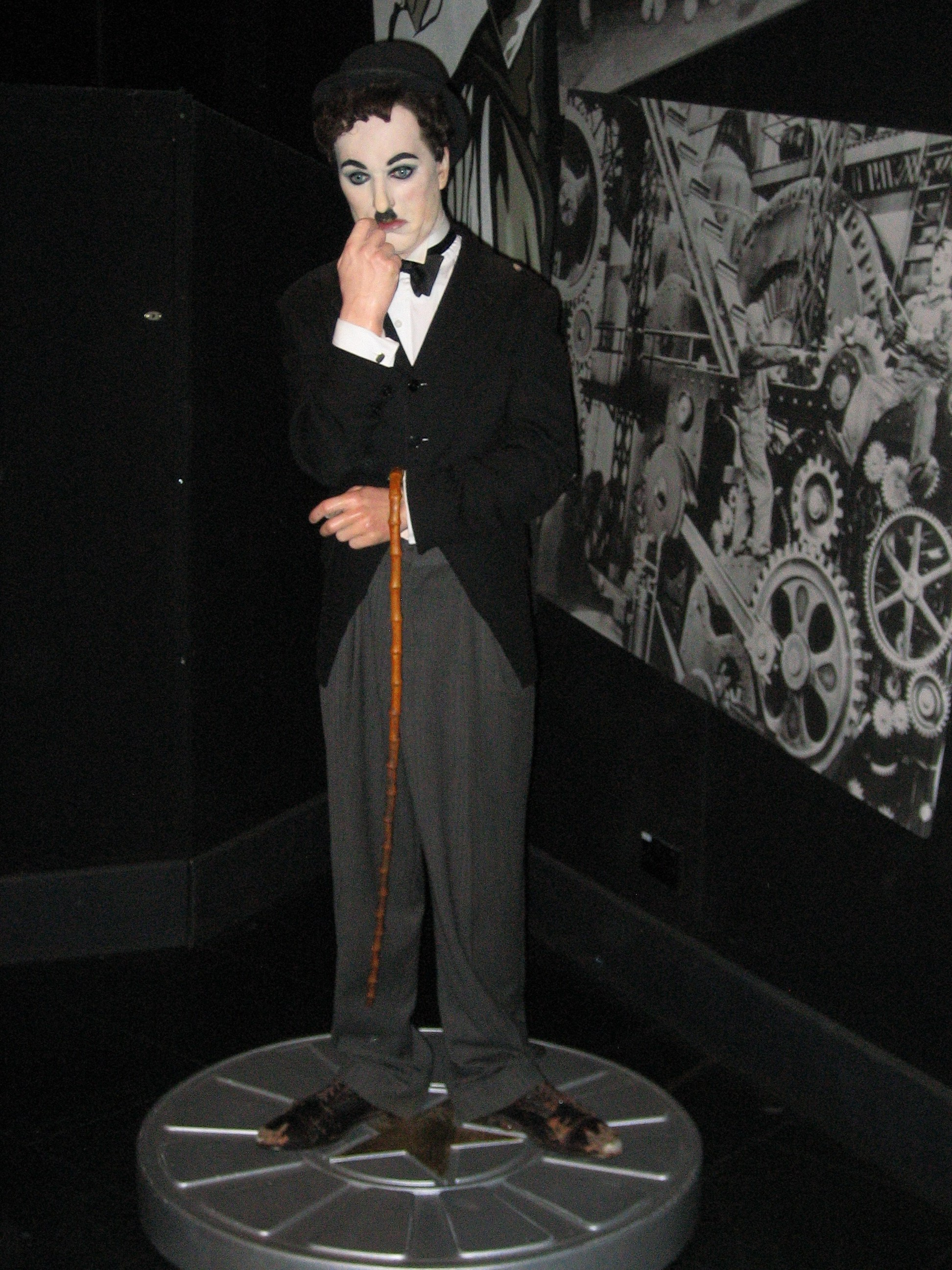
Charlie Chaplin
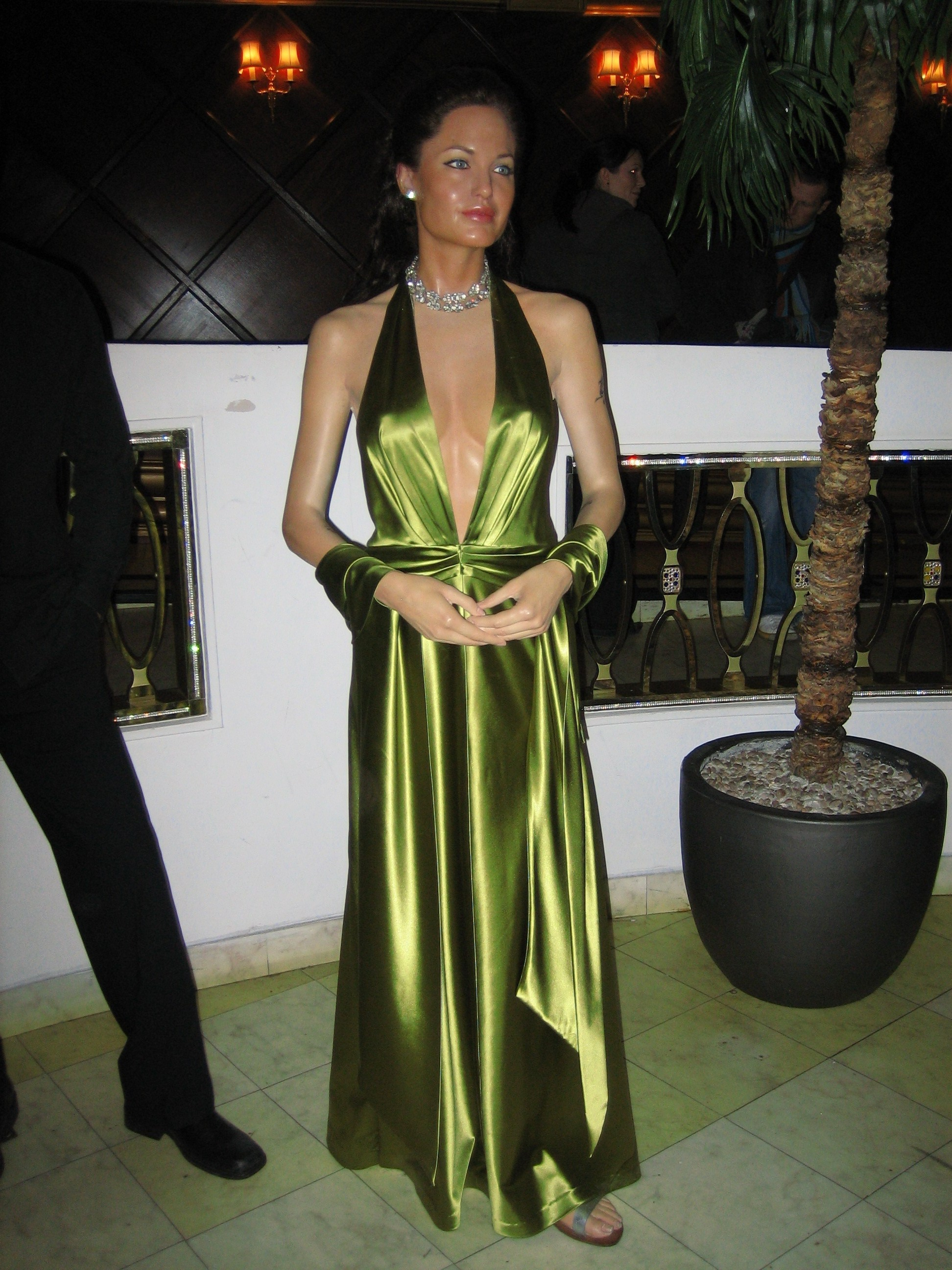
Angelina Jolie
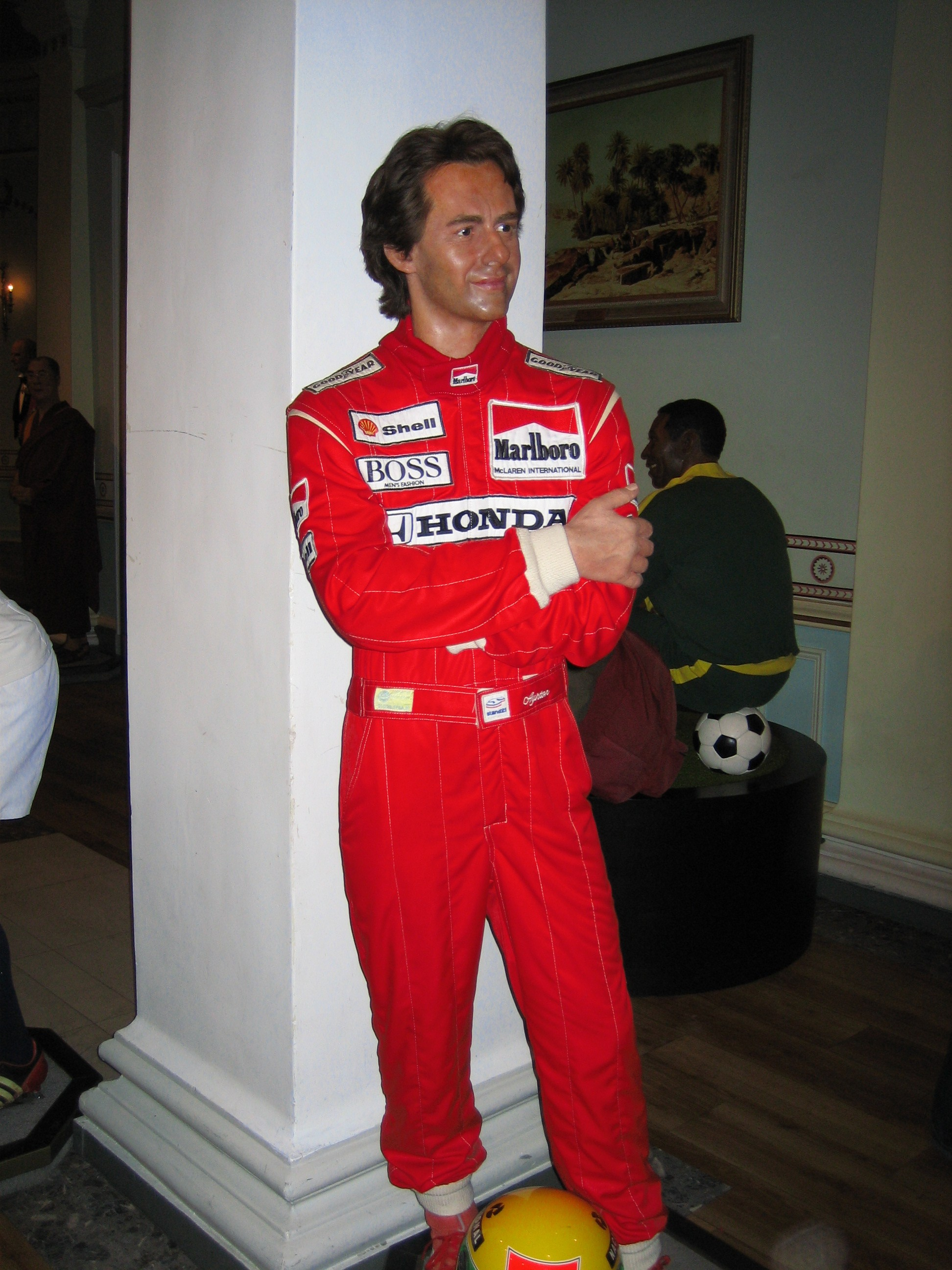
Ayrton Senna
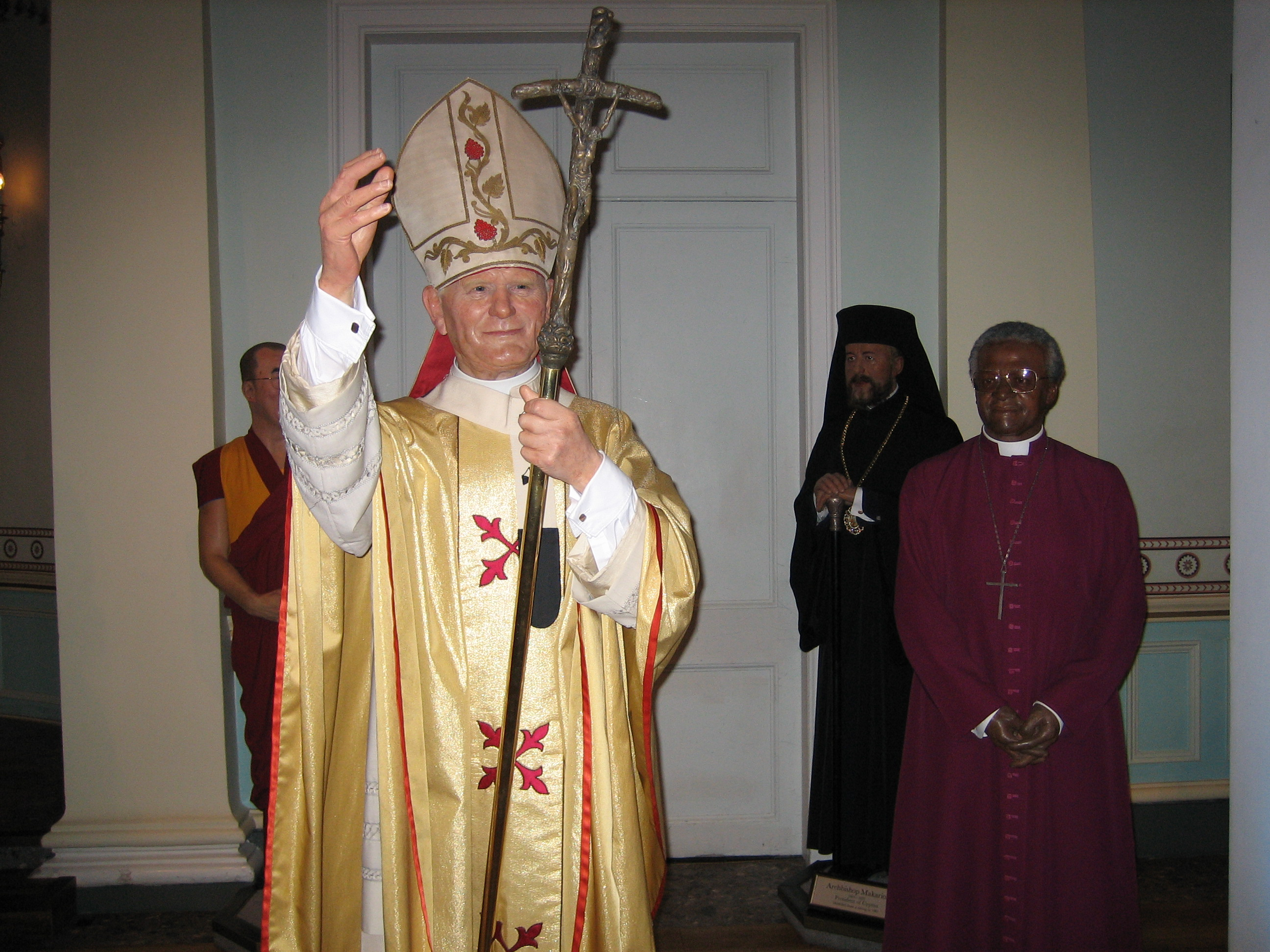
Papež Jan Pavel II.
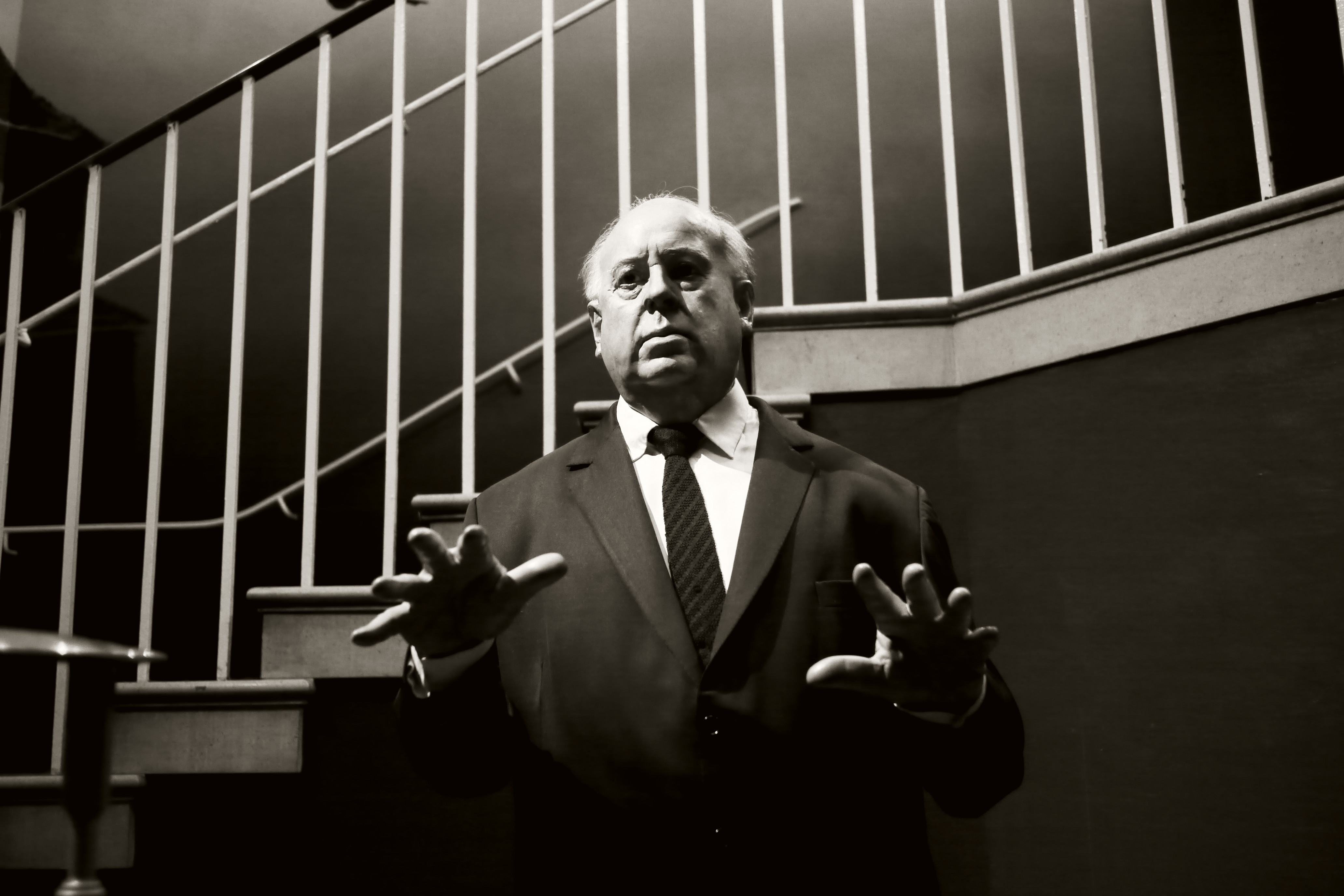
Alfred Hitchcock
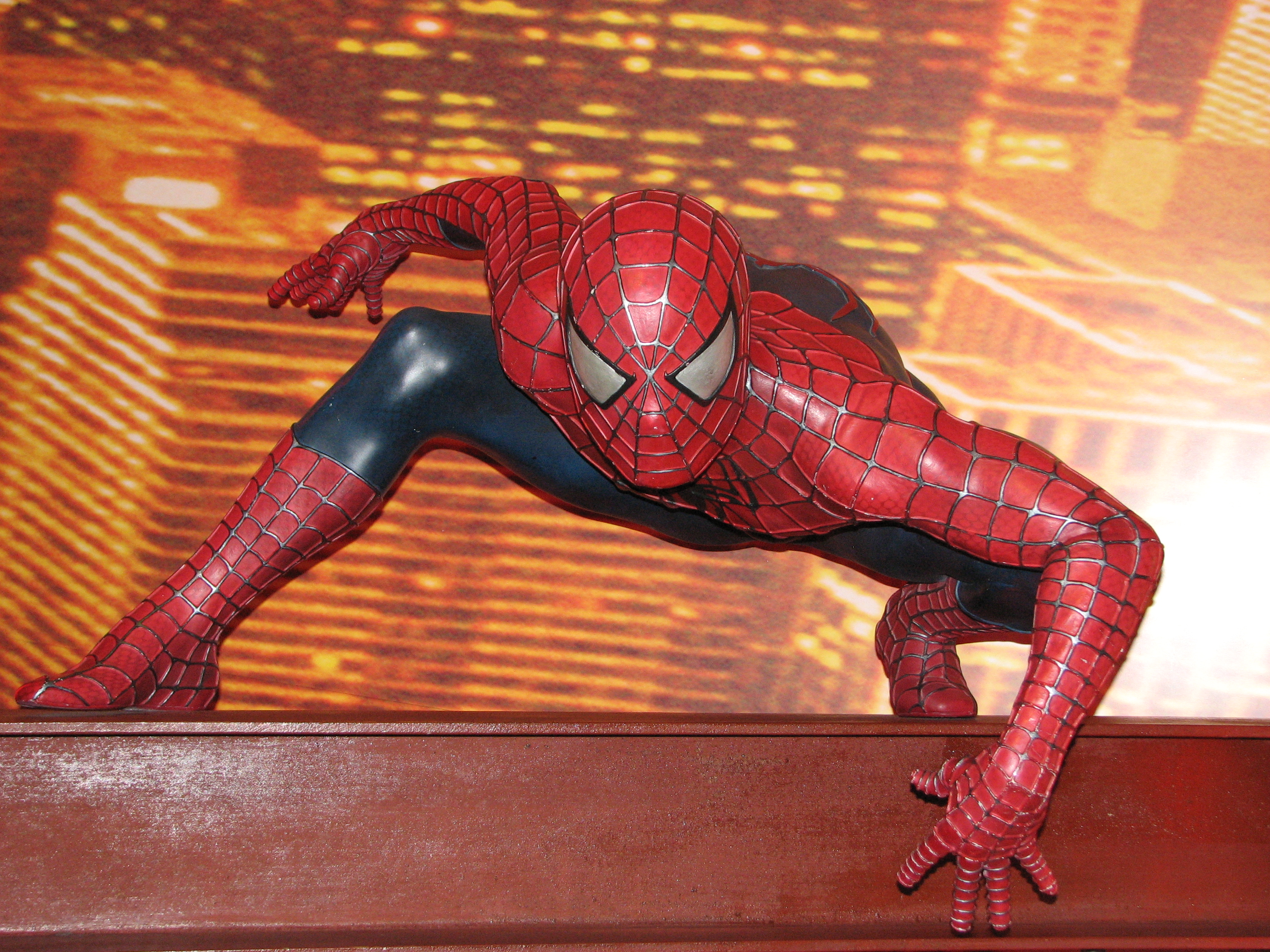
Spider-Man
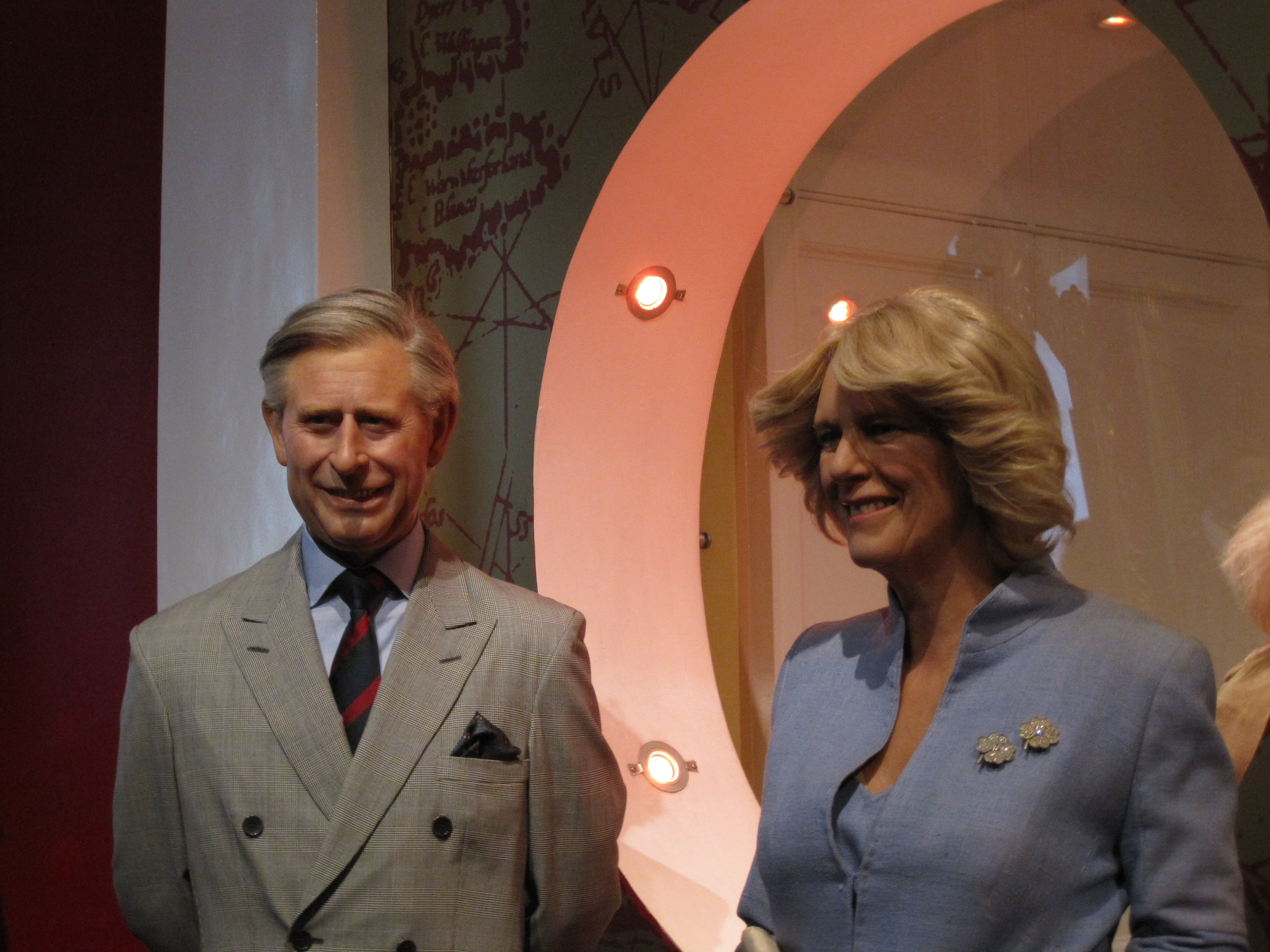
Charles, princ z Walesu spolu s Camillou, vévodkyní z Cornwallu
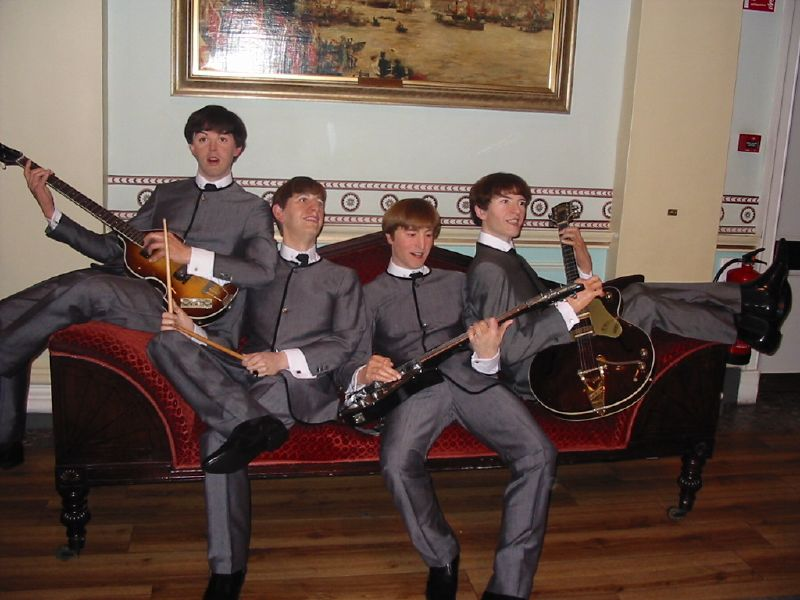
The Beatles
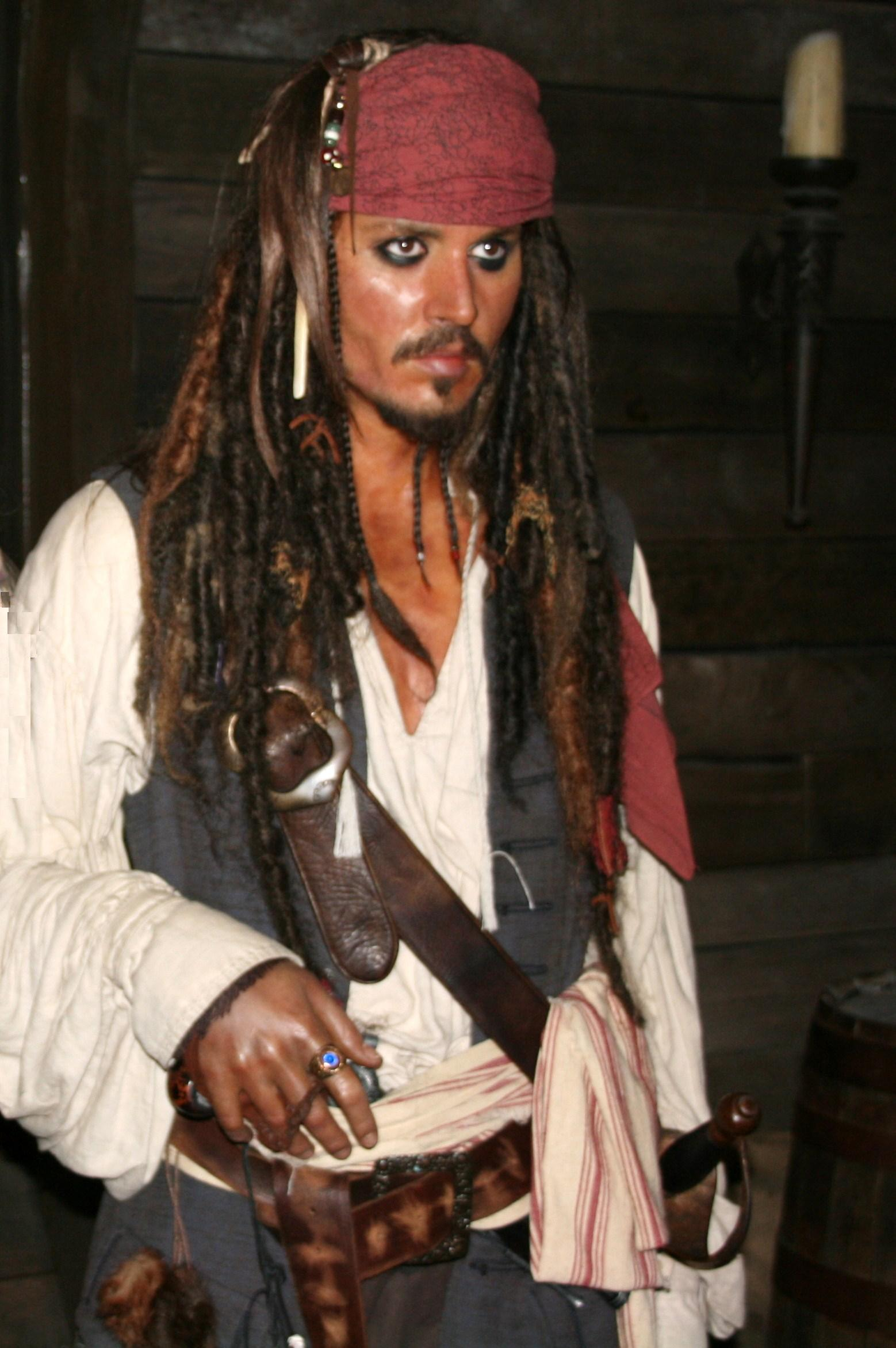
Johnny Depp jako Jack Sparrow
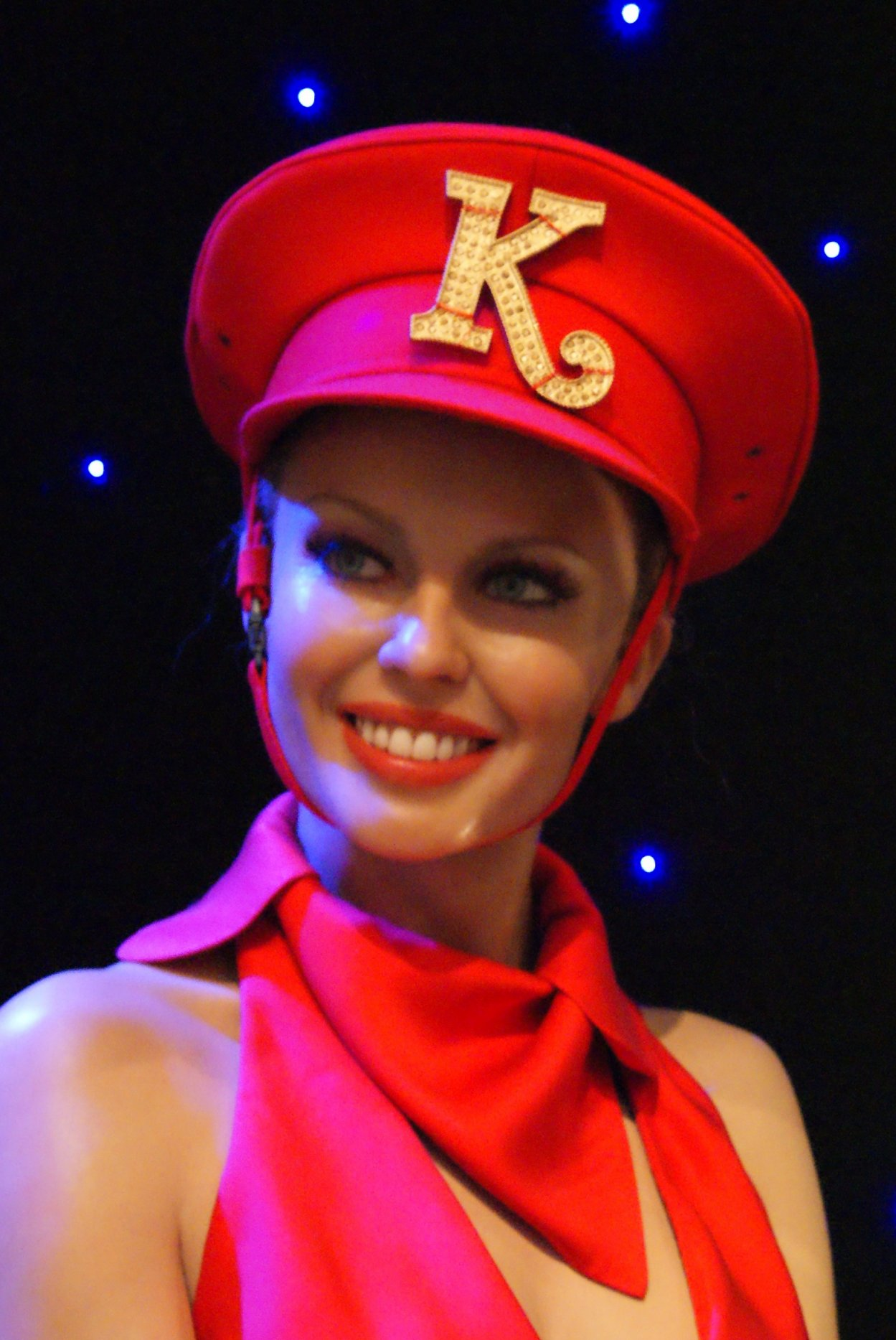
Kylie Minogue